# Pedro Pantoja
Pedro Pantoja (Pinto, España, 1609-Nueva España, 6 de julio de 1684) fue un explorador y misionero jesuita perteneciente a la «Compañía de Jesús de la Provincia de Nueva España». 
Inició sus estudios religiosos en el año de 1624 y los terminó en Nueva España. En el año de 1639 fue enviado junto al padre Bartolomé Castaño a la región norte del Estado de Occidente, haciendo labores de evangelización y fundando misiones en lo que hoy se conoce como Aconchi, Bacoachi, Baviácora, Bavispe, Banámichi, Huásabas, Sinoquipe, y Rayón.
Fue nombrado rector y superior del rectorado de San Francisco Xavier desde finales de 1639 hasta 1644 que fue designado por el padre Pedro de Velazco como visitador de misiones en la zona norte del río Yaqui.
Después estuvo a cargo del Colegio de Valladolid de 1653 a 1660, más tarde en 1681 se le ordenó regir en la iglesia de La Profesa, donde murió el 6 de julio de 1684.